# Brabanti Hercegség
A Brabanti Hercegség (angolul: Duchy of Brabant, hollandul: Hertogdom Brabant, franciául: Duché de Brabant) a 10-15. század között fennállt történelmi állam volt a Németalföldön. Kiterjedése csúcspontján nemcsak a mai Belgium területén található Flamand-Brabant, Vallon-Brabant és Antwerpen tartományok, valamint a Brüsszel környéke tartozott ide, hanem a Hollandiában található Észak-Brabant tartomány is.
A hercegség legfontosabb városai Brüsszel, Antwerpen (Antwerpen), Leuven, Breda, ’s-Hertogenbosch, Lier, Tilburg és Eindhoven voltak.

## Történelme
A római korban a későbbi hercegség területe a Gallia Inferior és Gallia Belgica provinciák része volt, kelta eredetű törzsek népesítették be. A római birodalom felbomlása során germán törzsek özönlötték el a térséget, kiszorítva a korábban itt lakó keltákat.
A térséget végül a frankok vonták az uralmuk alá és a Frank Birodalomból származik a terület első említése is: a Karolingok alatt került kialakításra a  pagus Bracbatensis vármegye , amely a Schelde és a Dijle folyók között helyezkedett el. Neve a bracha "új" és a bant "környék, vidék" szavakból ered.
A brabanti tartományi grófságot a Nagy Károly által teremtett birodalom felosztása során, Lotaringia részeként hozták létre, méghozzá Alsó-Lotaringia egyik hűbéres államaként 959-ben. A felosztás eredményeként a terület a Német-római Birodalom része lett, és a birodalmi hűbérbirtokot III. Henrik leuveni gróf kapta meg 1085-1086 körül, miután az előző brabanti őrgróf, II. Lotaringiai Hermann gróf meghalt.
A Brabanti Hercegség hivatalosan 1183-1184-ben alakult meg, és a Brabant hercege örökletes címet Barbarossa Frigyes német-római császár hozta létre I. Henrik részére, aki III. Gottfried leuveni gróf és alsó-lotaringiai herceg fia volt. Habár az eredeti brabanti grófság területe meglehetősen kicsit volt, hiszen csak a Brüsszel városától nyugatra, a Dender és a Zenne folyók között elterülő földekre korlátozódott, később a brabanti hercegek mégis a fennhatóságuk alá tartozó összes területet ezen a néven emlegették a 13. szd-tól kezdve.
1190-ben III. Gottfried halálával fia, Henrik megszerezte brabanti hercegi címe mellé az alsó-lotaringiai hercegi címet is, amely akkoriban már csak formális titulus volt, tényleges földbirtokok nélkül. Utódai felvették a Brabant és Alsó-Lotaringia hercege címet.

A Brabanti Hercegség 1350-ben

Az 1288-as worringeni csatában a brabanti hercegek megszerezték maguknak a szomszédos Limburgi Hercegséget, illetve Overmaast. 1354-ben III. János brabanti herceg szabadságjogokat adományozott a hercegség polgárainak (Blijde Inkomst). 1430-ban Brabant, Limburg és Lotaringia hercegségeket Jó Fülöp burgundi herceg örökölte és ezek a korábban önálló feudális államocskák beolvadtak a burgund hercegek által kialakított németalföldi államalakulatba. 1477-ben a burgundi ház férfiágának kihalásával a hercegség a Habsburg-család birtoka lett, majd V. Károly német-római császár létrehozta a Tizenhét Tartomány néven ismert politikai egységet Németalföldön és ezután Brabant további történelme megegyezik Belgium, illetve Hollandia történelmével.
A németalföldi szabadságharc (az ún. nyolcvanéves háború, 1568–1648) során  a hercegség északi részét holland csapatok szállták meg és az 1648-as vesztfáliai béke értelmében a terület hivatalosan is a független Holland Köztársaság része lett.
A hercegség déli része továbbra is a spanyol Habsburgok kezén marad a Spanyol-Németalföld tartomány részeként. A spanyol örökösödési háború során előbb francia, majd angol-holland csapatok szállták meg és csak az 1714-es utrechti béke értelmében lett az osztrák Habsburgokhoz az Osztrák-Németalföld tartomány részeként.
1789-ben II. József német-római császár eltörölte a brabanti városok és a céhek korábbi előjogait, az egész birodalomra kiterjedő reformok keretében. Az intézkedés következtében 1790-ben rövid életű felkelés robbant ki, amelynek során Brabant népe a turnhouti csatában legyőzte az osztrákokat, és a többi tartománnyal együtt kikiáltották a Belgiumi Egyesült Államokat.
Bár a felkelést sikerült leverni, de 1795-ben a francia csapatok elfoglalták a tartományt és feloszlatták a brabanti hercegséget. Területét az újonnan létrehozott Deux-Nèthes (a mai Antwerpen tartomány) és Dyle (a későbbi Brabant tartomány) megyék között osztották fel.

## További olvasnivaló
- Brabant uralkodóinak listája
- Itt játszódott Brabanti Genovéva, a kereszteslovag-feleség története, amely sok művészt megihletett. Adrian Ludwig Richter híres festményének címe: Genovéva az erdei számkivetettségben. Brabanti Genovéva életéről 1964-ben olasz film készült, címe: Genoveffa di Brabante - La lancia della vendetta (A bosszú lándzsája).  Fábri Péternek van egy színdarab fordítása német nyelvről, amelyet a Kolibri Színház adott elő 1993-ban.

## Fordítás
- Ez a szócikk részben vagy egészben  a   Duchy of Brabant című angol Wikipédia-szócikk fordításán alapul.  Az eredeti cikk szerkesztőit annak laptörténete sorolja fel. Ez a jelzés csupán a megfogalmazás eredetét és a szerzői jogokat jelzi, nem szolgál a cikkben szereplő információk forrásmegjelöléseként.
- Ez a szócikk részben vagy egészben  a   Hertogdom Brabant című holland Wikipédia-szócikk fordításán alapul.  Az eredeti cikk szerkesztőit annak laptörténete sorolja fel. Ez a jelzés csupán a megfogalmazás eredetét és a szerzői jogokat jelzi, nem szolgál a cikkben szereplő információk forrásmegjelöléseként.
- Ez a szócikk részben vagy egészben  a   Duché de Brabant című francia Wikipédia-szócikk fordításán alapul.  Az eredeti cikk szerkesztőit annak laptörténete sorolja fel. Ez a jelzés csupán a megfogalmazás eredetét és a szerzői jogokat jelzi, nem szolgál a cikkben szereplő információk forrásmegjelöléseként.